# Liubov Yegórova (bailarina)
Liubov Yegórova (de nombre completo Liubov Nikoláievna Yegórova, en ruso: Любовь Николаевна Его́рова; San Petersburgo, Imperio ruso, 1880 - París, Francia, 1972), también conocida como Lubov Egorova, fue una bailarina y maestra de ballet rusa. Una de las máximas representantes del gran estilo clásico cultivado por la Escuela y el Ballet Imperiales del Teatro Mariinski de San Petersburgo a finales del siglo XIX. Emigró a Francia a raíz de la Revolución de 1917 y abrió su propia academia de danza en París en 1923. Allí se han formado varias generaciones de bailarines de todas las partes del mundo.

## Biografía
Yegórova estudió danza en la Escuela Imperial de San Petersburgo dirigida a la sazón por el maestro italiano Enrico Cecchetti. Debutó en el Teatro Mariinski en 1898 en el ballet Paquita y ya era première danseuse o prima ballerina (primera bailarina) en 1903 a los 23 años. Durante la Revolución de 1917 Yegórova, casada con el Príncipe Nikita Trubetskói, emigró a Francia. En el verano de 1921, fue invitada por Serguéi Diáguilev a unirse a los Ballets Rusos que estaban intentando reorganizarse después de las convulsiones de la Primera Guerra Mundial y la Revolución rusa. Diáguilev proyectaba un gran montaje de La Bella Durmiente, el ballet en cuatro actos de Chaikovski, para ser estrenado en el Alhambra Theatre de Londres ese mismo año. Yegórova bailó en esa temporada londinense el papel estelar de Princesa Aurora alternando con Olga Spesívtseva, y lo volvió a bailar en la primavera de 1922 durante la temporada de los Ballets Rusos en la Ópera de París. En 1923, Yegórova abrió su escuela de ballet en los Estudios Wacker parisinos, donde también se dedicaron a dar clases sus compatriotas bailarinas Mathilde Kschessinskaya y Olga Preobrazhénskaya. Dedicada ya por completo a la enseñanza colaboró en 1937 con los Ballets de la Jeunesse, una pequeña compañía de corta vida, creada por gente joven, entre otros los bailarines George Skibine y Yuli Algaroff.
Durante décadas Yegórova --para sus alumnos Madame Egorova-- transmitió en su estudio de Wacker las tradiciones de la escuela clásica rusa a innumerables estudiantes y profesionales de la danza, y formó a figuras como David Lichine, André Eglevsky, Janine Charrat, Ethéry Pagava. Una de las alumnas más famosas de Yegórova fue Zelda Fitzgerald que asistió a sus clases en París de manera intermitente entre 1925 y 1929.

## Honores
- Chevalier de l´Ordre des Arts et des Lettres (1964)